# Підберізці (Львівський район)
Підбері́зці — село в Україні, в Львівському районі Львівської області. Населення становить 1163 особи. Орган місцевого самоврядування — Підберізцівська сільська громада. Розташоване біля автошляху Н02 Львів — Золочів — Тернопіль.

## Історія
Біля села пам'ятка зубрицької культури.
Підберізці вперше згадані в документах у 1352 році.
У 1454 році львівський латинський архієпископ Григорій Сяноцький підтвердив надання певних прибутків з села подільського воєводи Грицька Кердейовича з Поморян для костелу в Білці Шляхетській..
У 1909—1944 роках через село проходила залізниця Львів-Підгайці.
З 1946—1953 рік село приймало переселенців з Лемківщини, Гуцульщини та Бойківщини.

## Населення
За даними Всеукраїнського перепису населення 2001 року, в селі мешкало 1163 особи. Мовний склад села був таким:
| Мова       | Число ос. | Відсоток |
| ---------- | --------- | -------- |
| українська | 1 149     | 98,79    |
| російська  | 8         | 0,69     |
| вірменська | 6         | 0,52     |

## Релігія
- Церква Архістратига Михаїла (1891–1910-теперішній час , ПЦУ, мурована).

## Відомі люди
- Балтро Іван (1891—1920) — військовик, сотник артилерії УГА.
- Весна Іван Іванович (1909—1985) — український радянський різьбяр.
- Гарапа Михайло Степанович (1921—1946) — член ОУН, студент Львівського медичного інституту. Розстріляний НКВС 13 грудня 1946 року.
- Ганна Дмитерко (1893–1981) — українська педагогиня, громадська та військова діячка. Десятниця УСС, згодом УГА.
- Осташевський Йосиф (1890–1948) — священик Української греко-католицької церкви, декан Винниківський.
- Остромира Марія — українська письменниця.
- Чорній Степан — філолог і театрознавець.